# Schistorhynx argentistriga
Schistorhynx argentistriga là một loài bướm đêm trong họ Erebidae.